# Gábor Pogány
Gábor Pogány (* 28. Oktober 1915 in Budapest; † 30. Oktober 1999 in Rom) war ein ungarischer Kameramann, der den Großteil seiner Arbeiten für italienische Produktionen fertigte.

## Leben
Pogany studierte in seiner Heimatstadt Budapest und an der Holborn Art School in London Architektur. Als ihn sein Landsmann Alexander Korda 1934 in einem Londoner Restaurant kennenlernte, überredete er diesen, zum Film zu kommen. In den folgenden drei Jahren arbeitete Pogany als Kameraassistent an britischen Korda-Produktionen wie Das scharlachrote Siegel, Die Welt in hundert Jahren, Rembrandt und Feuer über England. 1937 kam Gabor Pogany nach Rom und arbeitete dort die kommenden vier Jahre als Kameraassistent und einfacher Kameramann (Stasera alle undici, Sono stato io, Il conte di Brechard, La dama bianca, L’argine, Stürme über Morreale, Amicizia, Der Kavalier mit der Maske, Capitan Fracassa, Beatrice Cenci, Die Tochter des Korsaren und La maschera di Cesare Borgia).
Als Chefkameramann fotografierte Pogany ab 1941 eine Fülle von künstlerisch überwiegend anspruchsarmen, wenngleich an der Kinokasse recht erfolgreichen Unterhaltungsfilmen. 1960 erhielt er den Nastro d’Argento für Europa di notte. Seine Werkliste umfasst über 120 Produktionen.
Pogany war der Vater des Kameramannes Cristiano Pogany (1947–1999).

## Filmografie (Auswahl)
- 1941: Confessione
- 1951: Der verbotene Christus (Il Cristo proibito)
- 1952: Männer ohne Tränen (La voce del silenzio)
- 1953: Wir Frauen (Siamo donne) (eine Episode)
- 1954: Semiramis, die Kurtisane von Babylon (La cortigiana di Babilonia)
- 1956: London ruft Nordpol (Londra chiama Polo Nord)
- 1958: Heimweh, Stacheldraht und gute Kameraden (Gli Italiani sono matti)
- 1958: Kanonenserenade (Pezzo, capopezzo e capitano)
- 1959: Europa di notte
- 1960: Und dennoch leben sie (La ciociara)
- 1961: Das Jüngste Gericht findet nicht statt (Il giudizio universale)
- 1962: Der goldene Pfeil (La freccia d'oro)
- 1964: 90 Nächte und ein Tag
- 1964: Ursus und die Sklavin des Teufels (Ursus il terrore dei Kirghisi)
- 1965: Die Versuchung heißt Jenny (Los pianos mecánicos)
- 1966: Halb elf in einer Sommernacht (10:30 P.M. Summer)
- 1966: Willkommen, Mister B. (A Man Could Get Killed)
- 1967: Doktor Faustus (Doctor Faustus)
- 1967: Drei Bissen vom Apfel (Three Bites of the Apple)
- 1967: Der Tod zählt keine Dollar (La morte non conta i dollari)
- 1967: El amor brujo
- 1968: Buona Sera, Mrs. Campbell (Buona Sera Mrs. Campbell)
- 1969: Monte Carlo Rallye (Monte Carlo or Bust!)
- 1969: Das Gesicht im Dunkeln (A doppia faccia)
- 1970: Das Wespennest (Hornets’ Nest)
- 1971: Valdez (Valdez is coming)
- 1972: Pink Floyd: Live at Pompeii
- 1972: Blaubart (Barbe bleu)
- 1973: Diamantenpuppe (L'ultima chance)
- 1973: Seine Scheidung, ihre Scheidung (Divorce His, Divorce Hers)
- 1974: Die unglaubwürdigen Abenteuer der Italiener in Russland (Невероятные приключения итальянцев в России)
- 1974: Zwei Missionare (Porgi l'altra guancia)
- 1977: Kleinhoff Hotel
- 1988: Ein Richter für Berlin (Judgment in Berlin)
- 1990: Gefährliche Verführung (Piccolo popolo)